# 弗朗切斯科·福西
弗朗切斯科·福西（義大利語：Francesco Fossi，1988年4月15日—），意大利男子赛艇运动员。他曾代表意大利参加世界赛艇锦标赛，获得一枚银牌和一枚铜牌。他也曾参加2012年和2016年夏季奥运会。